# Karin Starrin
Karin Margareta Starrin (ur. 28 października 1947 w Söderhamn) – szwedzka polityk, ekonomistka i samorządowiec, posłanka do Riksdagu, deputowana do Parlamentu Europejskiego IV kadencji.

## Życiorys
Z wykształcenia ekonomistka, pracowała jako konsultantka w biznesie. Zaangażowała się w działalność polityczną w ramach Partii Centrum, w latach 1991–1993 kierowała afiliowaną przy tym ugrupowaniu organizacją kobiecą.
W latach 1985–1988 zasiadała w zarządzie gminy Ovanåker (jako kommunalråd). Od 1988 do 1995 i od 1995 do 1997 sprawowała mandat posłanki do Riksdagu. W 1995 była eurodeputowaną IV kadencji w ramach delegacji krajowej. W latach 1997–2004 pełniła funkcję gubernatora (landshövdinga) regionu administracyjnego Halland. Od 2004 do 2010 kierowała szwedzkim urzędem celnym (Tullverket). W 2010 objęła stanowisko przewodniczącej rady szkoły wyższej Högskolan i Halmstad.